# Atlas (samenwerkingsverband)
De ATLAS groep of netwerk is een samenwerkingsverband van (antiterrorisme) speciale interventie eenheden van politie en leger in de Europese Unie. Het samenwerkingsverband is in 2001 na de aanslagen in de Verenigde Staten op initiatief van het toenmalige Belgische voorzitterschap van de EU in het leven geroepen. Het netwerk heeft tot doel gezamenlijk te trainen, van elkaar te leren en bij grootschale terroristische incidenten elkaar operationele steun te verlenen.
In sommige landen in de EU zijn deze speciale interventie eenheden bij de krijgsmacht georganiseerd, in andere landen bij de politie. Vanuit Nederland neemt de Dienst Speciale Interventies wat een onderdeel is van de Landelijke eenheid van de Nationale Politie deel in het netwerk.